# Beatus de Berlín
El Beatus de Berlín és un manuscrit il·luminat que conté el comentari a l'Apocalipsi de Beat de Liébana. Sembla produït en un monestir italià de la regió de Benevento en el segle xii. Es conserva a Berlín, a la Staatsbibliothek Preussischer Kulturbesitz, amb la signatura MS Theol. lat. Fol. 561

## Història i descripció
És un dels tres còdexs del beatus escrits fora de la Península Ibérica. No se sap a quina data o per a quin monestir va ser encarregat, però sembla clar que és d'origen italià i del segle xii. Havia pertangut a Carlo Morbio, de Milà.
Consta de 98 folis de pergamí de qualitat mitjana, de 300 X 190mm, escrits en lletra carolina a dues columnes d'entre 42 a 45 línies cadascuna. Té 55 il·lustracions, de mida petita i molt senzilles, gairebé només a tinta sense color (només alguns tons de vermell, ocre i groc); representen un estil molt diferent d'altres beatus.
Conté estrictament el text del comentari de Beat de Liébana i no els altres annexos que solen contenir els beatus.